# Grasshopper Cup
Der Grasshopper Cup ist ein jährlich stattfindendes Squashturnier für Herren und Damen, das vom Grasshopper Club Zürich veranstaltet wird. Es findet in Zürich in der Schweiz statt und ist Teil der PSA Squash Tour.

## Historie
1979 wurde der erste GC-Cup durchgeführt. Im Finale standen sich damals Norman Ingledew und Colin Fletcher gegenüber. Danach wurde der GC-Cup jedes Jahr als Profiturnier auf Weltklasseniveau durchgeführt. Zuerst als Einladungsturnier, später als offizielles Turnier des Weltverbandes: 1999 wurde der GC-Cup erstmals als Profiturnier mit einem Preisgeld von 11.000 US-Dollar ausgetragen. Auch in den beiden Folgejahren fand es mit unverändertem Preisgeld statt.
Nach 2001 folgte eine Pause bis zur Saison 2012, ehe die vierte Austragung mit einem Preisgeld in Höhe von 25.000 US-Dollar erfolgte. Steve Buchli, Vizepräsident der Grasshopper Club Squash Sektion war der Initiator der Neuauflage. Gemeinsam mit Mark David Meyer und Michael Baer, beide Mitglieder des GC Squash Clubs, war es ihm gelungen, den GC-Cup wiederzubeleben. Ziel war und ist es, den GC-Cup langfristig zu etablieren. Nach dem Relaunch 2012 gelang bereits zur Austragung 2013 eine Aufwertung in die Kategorie International 35 mit einem Gesamtpreisgeld in Höhe von 35.000 US-Dollar. Im Jahr 2014 gehörte das Turnier bereits zur Kategorie International 50 und war mit 50.000 US-Dollar dotiert. Erstmals wurde das Turnier an einem neuen Standort in Zürich durchgeführt, dem ewz-Unterwerk Selnau. In den Hallen wurde ein Glascourt wie auch Tribünen für die Zuschauer aufgestellt. Auch fand erstmals eine Übertragung via PSA Squash TV statt. 2015 wechselte das Turnier in die Giessereihalle im Puls 5 in Zürich, das Preisgeld wurde nochmal auf nunmehr 70.000 US-Dollar erhöht.
Grégory Gaultier ist seit 1999 der einzige, der das Turnier zweimal gewinnen konnte. Davor gelang es Chris Dittmar, Neil Harvey und Gamal El Amir mehrfach zu reüssieren. Daryl Selby und Olli Tuominen standen bereits zweimal im Endspiel des Turniers.

## Sieger

### Herren: seit 1996 Teil der PSA World Tour
| Jahr                                                  | Sieger             | Finalgegner        | Ergebnis                        |
| ----------------------------------------------------- | ------------------ | ------------------ | ------------------------------- |
| 2025                                                  | Ali Farag          | Diego Elías        | 13:11, 12:14, 11:4, 11:5        |
| 2023                                                  | Karim Abdel Gawad  | Joel Makin         | 11:6, 9:11, 11:8, 11:6          |
| 2022                                                  | Mostafa Asal       | Marwan Elshorbagy  | 13:11, 11:2, 11:5               |
| 2020–2021: ausgefallen aufgrund der COVID-19-Pandemie |                    |                    |                                 |
| 2019                                                  | Mohamed Elshorbagy | Tarek Momen        | 11:8, 13:11, 11:8               |
| 2018                                                  | Ramy Ashour        | Mohamed Elshorbagy | 11:8, 11:9, 11:6                |
| 2017                                                  | Grégory Gaultier   | Ali Farag          | 11:8, 11:9, 14:12               |
| 2016                                                  | Marwan Elshorbagy  | Grégory Gaultier   | 6:11, 13:11, 11:9, 9:11, 11:6   |
| 2015                                                  | Grégory Gaultier   | Simon Rösner       | 11:8, 11:3, 11:9                |
| 2014                                                  | Amr Shabana        | Tarek Momen        | 11:6, 11:9, 4:11, 8:11, 11:8    |
| 2013                                                  | Alister Walker     | Daryl Selby        | 11:4, 5:11, 12:10, 9:11, 11:2   |
| 2012                                                  | Daryl Selby        | Nicolas Müller     | 12:10, 11:7, 8:11, 11:4         |
| 2002–2011: keine Austragung                           |                    |                    |                                 |
| 2001                                                  | Mark Cairns        | Lars Harms         | 15:8, 15:9, 15:4                |
| 2000                                                  | John Williams      | Olli Tuominen      | 15:8, 15:7, 15:1                |
| 1999                                                  | Olli Tuominen      | Bradley Ball       | 10:15, 13:15, 17:15, 15:3, 15:9 |
| 1998                                                  | Stephen Meads      | Thierry Lincou     | 2:15, 12:15, 15:13, 15:6, 15:7  |
| 1997                                                  | Alex Gough         | John White         | 6:9, 9:2, 9:4, 5:9, 9:3         |
| 1996                                                  | Glen Wilson        | Paul Steel         | 9:6, 9:4, 9:2                   |

### Herren: Amateur- und Einladungsturnier (1979–1995)
| Jahr | Sieger          | Finalgegner     | Ergebnis |
| ---- | --------------- | --------------- | -------- |
| 1995 | Martin Heath    | Stefan Leifels  |          |
| 1994 | Jansher Khan    | Peter Marshall  | 5:1, 5:1 |
| 1993 | Chris Dittmar   | Rodney Eyles    |          |
| 1992 | Chris Dittmar   | Peter Marshall  |          |
| 1991 | Chris Dittmar   | Jahangir Khan   |          |
| 1990 | Chris Robertson | Rodney Martin   |          |
| 1989 | Geoff Williams  |                 |          |
| 1988 | Neil Harvey     |                 |          |
| 1987 | Neil Harvey     |                 |          |
| 1986 | Gamal El Amir   |                 |          |
| 1985 | Gamal El Amir   |                 |          |
| 1984 | Kevin Karam     | Andrew Marshall | 3:1      |
| 1983 | Mike Sherren    |                 |          |
| 1982 | David Fear      |                 |          |
| 1981 | Leif Leiner     |                 |          |
| 1980 | Paul Hendry     |                 |          |
| 1979 | Norman Ingledew | Colin Fletcher  |          |

### Damen
| Jahr                        | Siegerin         | Finalgegnerin           | Ergebnis                      |
| --------------------------- | ---------------- | ----------------------- | ----------------------------- |
| 2025                        | Nouran Gohar     | Sivasangari Subramaniam | 11:7, 14:12, 11:9             |
| 2023                        | Nour El Sherbini | Hania El Hammamy        | 11:6, 11:7, 11:9              |
| 2022                        | Nour El Sherbini | Hania El Hammamy        | 9:11, 11:9, 10:12, 11:3, 11:4 |
| 2003–2021: keine Austragung |                  |                         |                               |
| 2002                        | Natalie Pohrer   | Vanessa Atkinson        | 6:9, 9:0, 9:1, 9:3            |
| 2001                        | Vanessa Atkinson | Rachael Grinham         | 9:6, 9:1, 9:7                 |
| 2000                        | Jenny Tranfield  | Isabelle Stoehr         | 9:3, 9:5, 9:4                 |
| 1998–1999: keine Austragung |                  |                         |                               |
| 1997                        | Carol Owens      | Robyn Cooper            | 9:6, 9:3, 9:6                 |